# Телевидение в Монголии
В соответствии с законом, принятым в 2005 году, известное монгольское государственное радио и телевидение стало общественным вещателем. По данным Азиатского банка развития за 2014 год, 80 % монголов назвали телевидение своим основным источником информации.

## Общественное телевидение «MNB»

### История
Телевидение в Монголии впервые появилось в 1967 году, когда с помощью Советского Союза в столице Улан-Баторе был построен телевизионный центр. Советский Союз предоставил новейшее телевизионное оборудование для телестудий, а также обеспечил снабжение торговой сети Монголии телевизионными приёмниками.
10 июля 1967 года в эфир вышла первая экспериментальная передача. К этому времени в основном был завершен монтаж оборудования и телевизионный центр был фактически готов к вещанию. В комплекс центра входили аппаратно-студийный комплекс АСК с тремя камерами (чёрно-белыми); одна 150-метровая студия; «ПТУ-ЗУ» — передающая станция, вещающая по двум каналам. Передатчиком была пятикиловаттная станция «Якорь».
Со временем всё устаревшее оборудование было заменено, в настоящее время единственное, что осталось и работает — это 193-метровая телебашня. Штатные сотрудники телецентра, включая и его технический персонал, прошли стажировку в СССР, Польше, ГДР, Чехословакии, Венгрии и Болгарии. Они изучали методы управления, профессиональные обязанности работников, особенности функционирования, техническое оборудование, знакомились с видами телепередач, изучали сетку вещания и т. д.
27 сентября 1967 года состоялась торжественная церемония открытия Монгольского телевидения. После этой церемонии в 17:50 началось регулярное вещание. С момента создания Монгольское телевидение транслировало свою программу 4 раза в неделю (вторник, четверг, суббота и воскресенье). Общая сумма эфирного времени составляли 20 часов в неделю. Затем оно постоянно увеличивало время эфира. В 1980 году монгольское телевидение приобрело новую технику для видеозаписи, видеомонтажа. В этом же году появились цветное телевидение. В 1971 году была создана международная организация спутниковой связи «Интерспутник». Страны — участницы этой организации создавали на своей территории специальные станции для приёма и передачи через спутник связи «Молния» телефонно-телеграфных сообщений и программ телевидения. Такие станции были построены в Монголии, на Кубе, в ГДР, Польше и Чехословакии. Монгольское телевидение с 1980 года с помощью спутниковой системы «Молния» стало вещать на всю территорию страны.

#### 1990-е
В 1990 году единственный в Монголии телецентр оказался в трудном положении, которое было связано с общей кризисной экономической ситуацией страны: техника, приобретенная в начале 80-х годов, уже не отвечала современным требованиям; бюджет, который выделяло государство, был недостаточен для того, чтобы переоснастить телевидение. Лишь с 1995 года экономическое состояние монгольского телевидения стабилизировалось, государство смогло частично оснастить телевидение новым оборудованиям.
В 1990 году был запущен спутник ASIASAT-1. Этот спутник рассчитан не на какую-либо страну, а на весь регион от Австралии до России, от Египта до Японии. Мощности спутника были использованы для трансляции монгольского телевидения по всей стране. В столице Монголии Улан-Баторе был создан филиал компании Cable & Wireless, который обеспечил связью отдаленные области страны со столицей, а также Улан-Батор — с остальным миром. 27 января 2005 года монгольский парламент принял закон об общественном радио и телевидении.

## Телекомпания «UBS»
В 1972 году при монгольском телевидении была создана студия «Телекино». С момента создания она выпускала художественные кинофильмы, документальные фильмы, киноконцерты и спектакли для телевидения. В 1992 году по решению правительства на базе «Телекино» было создано городское телевидение «Улаанбаатар». Таким образом появился второй телеканал в истории Монголии. Собственное столичное телевидение финансируется из городского бюджета.
Первая передача городского телевидения вышла в эфир 15 сентября 1992 года. Оно определило своё направление как информационно-художественное телевидение. В 1998 году городское телевидение было переименовано. С тех пор оно называется «Улан-Баторская вещательная система» — «Ulaanbaatar Broadcasting System Television».

## Медиахолдинг «MONGOLNEWS» MN-25
В 1993 году известные тележурналисты, работавшие на монгольском телевидении, решили создать коммерческое радио и телевидение. Тележурналисты Жаргалсайхан, Алтай, Авирмэд и Галсанжаргал учредили компанию «ЖААГ». В 1993 году они выпускали информационно-музыкальную передачу после окончания вечерней программы монгольского радио с 23:00 до 24:00.
Затем 31 декабря 1995 года они создали FM-радио, вещающее на частоте 107,0 МГц.
Через год, 27 сентября 1996 года, компания «ЖААГ» открыла собственное телевидение — «25-й канал». В информационном рынке в середине 1996 года появился медиахолдинг «Mongolian news». Её основателем является известный журналист Балдорж. Медиагруппа выпускает ежедневную общественно-политическую газету «Оноодор» — («Сегодня»), спортивную еженедельную газету «Таван цагараг» — («Пять колец»), газету для иностранной аудитории на английском языке «UB Post», еженедельную детскую газету «Би би би» («Я Я Я»), еженедельный журнал «Weekend». Сразу после открытия «25-й канал» присоединился к медиахолдингу. Так формировался первый частный медиахолдинг в сфере монгольской журналистики.

## Телекомпания «EAGLE»
Начало «ТВ Орел» было положено в ходе обычной деловой встречи. В 1992 году представители штата Южная Дакота во главе с сенатором Ларри Преслером прибыли с рабочим визитом в Монголию. В ходе этого визита один из членов Монгольской демократической партии Б. Батбаяр предложил создать совместную телекомпанию.
В 1995 году по разрешению правительства новый телеканал начал свою деятельность. Первые трансляции передач состоялись в октябре этого же года. В начале «ТВ Орёл» занимался только переводом передач с английского на монгольский язык и ретрансляцией американского телеканала «CNN». Благодаря этому каналу монгольские телезрители имели возможность смотреть все программы «CNN» на монгольском языке. Затем «ТВ Орёл» создал редакцию новостей, который должен был подготовить собственный информационный выпуск новостей.
В 2002 году возникли разногласия между руководителями и работниками телеканала. Работники службы информационного вещания «ТВ Орел» выступили с обращением к совету директоров компании. Журналисты в этом обращении обвиняли монгольское и американское руководство телекомпании в некомпетентности и отсутствии профессионализма и требовали смещения этих людей. Кроме того, журналисты требовали исключить из основной сетки вещания американские религиозные программы. Журналисты в своем заявлении также указывали на нарушение администрацией законодательства: сотрудникам «ТВ Орел» не оплачивают работу во внеурочное и дополнительное время. Руководители телеканала не приняли их требование, после чего работники объявили забастовку. 24 апреля 2003 года «ТВ Орёл» прекратил своё вещание.
Спустя 2 года, 1 февраля 2005 года, «ТВ Орел» вновь вышло в эфир.

## Телекомпания ТВ5
Новый телеканал ТВ5 ведет свои передачи с 1 января 2003 года. ТВ5 определил своё направление как информационное телевидение. Кроме того, на видном месте — его спортивные передачи.

## Телекомпания ТВ9
1 сентября 2003 года появился первый религиозный буддийский телевизионный канал в Монголии. Новый телеканал «Буддийское ТВ» был создан на базе телекомпании ТВ9 и осуществляет свою деятельность в Улан-Баторе. В Монголии, где подавляющее большинство населения исповедует буддизм, он стал первым буддийским телеканалом. Главная цель этого телевидения — распространения буддизма, но вместе с религиозными программами в эфире идут и светские общественно-политические, спортивные, развлекательные и детские программы со скрытым смыслом. Телеканал ТВ9 популярен среди молодёжи музыкальными передачами и ток-шоу.

## Прочие
В 2007 году в Монголии образовано несколько коммерческих телеканалов. Среди новых телеканалов видное место заняла телекомпания «С1», Боловсрол ТВ, телеканал «NTV», «TM» и «SBN».

## Кабельное телевидение
В середине 1995 года в Монголии начали функционировать кабельные телевизионные сети. В настоящее время действует 5 кабельных сетей в столице Монголии («Сансар КАТВ», «Хийморь КАТВ», «Super vision КАТВ», «Мэдээлэл КАТВ», «Сулжээ КАТВ»). 60 % жителей столицы не пользуется услугой кабельного телевидения. 25 % — абоненты кабельной сети «Сансар», 6 % — «Хийморь» КАТВ, 6 % — «Super vision» КАТВ, 3 % жителей являются абонентами других мелких кабельных сетей. Абонентская плата кабельного телевидения за месяц — в среднем 5000-7000 тугриков (5—7 долларов США). Стоимость абонентской платы зависит от числа передаваемых каналов.